# Karen Black
Karen Black, geboren als Karen Blanche Ziegler, (Park Ridge, 1 juli 1939 – Santa Monica, 8 augustus 2013) was een Amerikaans actrice, zangeres en scenarioschrijfster.

## Biografie

### Jonge jaren
Black werd geboren als dochter van Norman A. Ziegler en Elsie Reif, schrijfster van enkele met prijzen bekroonde kinderboeken; de grootvader aan haar vaders kant was Arthur Ziegler, een klassiek musicus en de eerste violist van het Chicago Symphony Orchestra. Haar zus is actrice Gail Brown. Black studeerde twee jaar aan de Northwestern-universiteit in Evanston, Illinois, voordat ze verhuisde naar New York, waar ze was te zien in enkele Off-Broadway-producties.

### Carrière
Black maakte haar debuut op Broadway in The Playroom uit 1965, dat goed werd ontvangen en waarvoor ze een Drama Circle Critic Award kreeg in de categorie "Beste actrice". Ze had haar filmdebuut in The Prime Time (1960) en kreeg haar eerste grote rol in de film You're a Big Boy Now (1966) als Amy Parlett, die werd geregisseerd door Francis Ford Coppola.
Ze werd een bekend actrice na haar rol als Karen in Easy Rider (1969). Ze had meer dan 100 filmrollen op haar naam staan, waaronder haar rol als Fran in Family Plot (1976) van Alfred Hitchcock en Rayette Dipesto in Five Easy Pieces (1970), waarvoor ze een Oscar-nominatie kreeg in de categorie "Beste vrouwelijke bijrol". Ze won een Golden Globe in de categorie "Beste vrouwelijke bijrol" voor haar rol in Five Easy Pieces, en ze won er een in dezelfde categorie voor haar rol als Myrtle Wilson in The Great Gatsby (1974). Ze was ook te zien in Airport 1975 als Nancy Pryor met de memorabele zin "Er is niemand over om het vliegtuig te besturen!". Daarna had ze een rol in Burnt Offerings (1976), een horrorfilm over een spookhuis van Dan Curtis, waarin ook Bette Davis speelde in een van haar laatste rollen. Als 'the thrill of a lifetime' beschouwde ze het werken met Alfred Hitchcock, toen ze een hoofdrol speelde in diens laatste film Family Plot (1976).
Black heeft verschillende gastoptredens gehad in populaire televisieseries en -programma's, waaronder The Big Valley, Mannix, Adam-12, Saturday Night Live, Murder, She Wrote, Family Guy en Law & Order: Criminal Intent.
In 2003 was ze te zien als Mother Firefly in de horrorfilm House of 1000 Corpses van Rob Zombie.

### Privéleven
Black is vier keer getrouwd geweest: met Charles Black van 1955 tot 1962 (vandaar haar achternaam), met Robert Burton van 1973 tot 1974, vanaf 1975 met scenarioschrijver L.M. Kit Carson (van wie ze scheidde) en filmregisseur Stephen Eckelberry (van 1987 tot aan haar dood). Met Carson kreeg ze op 25 december 1975 een zoon, Hunter Carson, die in de jaren tachtig een korte acteercarrière genoot. Ze adopteerde met Eckelberry een dochter, Celine Eckelberry, die in november 1987 werd geboren.

## Filmografie
Het betreft hier slechts een kleine selectie
- 1966 - You're a Big Boy Now - Amy Parlett
- 1969 - Easy Rider - Karen
- 1970 - Five Easy Pieces - Rayette Dipesto
- 1971 - Born to win - Parm
- 1974 - The Great Gatsby - Myrtle Wilson
- 1974 - Airport 1975 - Nancy Pryor
- 1976 - Family Plot - Fran
- 1976 - Burnt Offerings - Marian Rolf
- 1981 - Chanel Solitaire - Emilienne d'Alenço
- 1986 - Invaders from Mars - Linda Magnusson
- 1988 - The Invisible Kid - Deborah Dunn
- 1997 - Stir - Dr. Gabrielle Kessler
- 2002 - Teknolust - Dirty Dick
- 2003 - House of 1000 Corpses - Mother Firefly